# Liviu Ciobotariu
Liviu Ciobotariu (Giurgiu, Rumanía, 26 de marzo de 1971) es un ex-futbolista rumano, se desempeñaba como defensa y fue internacional con la selección de futbol de Rumania, jugando la copa del mundo Francia 1998 y la Eurocopa 2000. Hasta hace poco fue el entrenador de la selección de fútbol del Líbano.

## Participaciones en Copas del Mundo
| Mundial                        | Sede    | Resultado        | Partidos |
| ------------------------------ | ------- | ---------------- | -------- |
| Copa Mundial de Fútbol de 1998 | Francia | Octavos de final | 4        |

## Participaciones en Eurocopas
| Eurocopa      | Sede              | Resultado        |
| ------------- | ----------------- | ---------------- |
| Eurocopa 2000 | Bélgica y Holanda | Cuartos de final |

## Clubes como jugador
| Equipos                     | País    | Temporadas | Partitions | Goles |
| --------------------------- | ------- | ---------- | ---------- | ----- |
| Progresul Bucarest          | Rumania | 1989–1990  | 0          | 0     |
| Pandurii Târgu Jiu (cedido) | Rumania | 1990–1991  | 24         | 3     |
| Progresul Bucarest          | Rumania | 1991–1998  | 173        | 19    |
| Dinamo Bucarest             | Rumania | 1998–2000  | 47         | 4     |
| Standard de Lieja           | Bélgica | 2000–2001  | 47         | 0     |
| RAEC Mons                   | Bélgica | 2002–2004  | 46         | 1     |
| Royal Antwerp FC            | Bélgica | 2004       | 14         | 0     |
| Dinamo Bucarest             | Rumania | 2004–2005  | 8          | 0     |

## Clubes como entrenador
| Equipos              | País           | Periodo   |
| -------------------- | -------------- | --------- |
| CS Otopeni           | Rumania        | 2008–2009 |
| Pandurii Târgu Jiu   | Rumania        | 2009–2010 |
| CF Brăila            | Rumania        | 2010      |
| Dinamo Bucarest      | Rumania        | 2011–2012 |
| CSM Politehnica Iași | Rumania        | 2012–2013 |
| FC Vaslui            | Rumania        | 2013–2014 |
| ASA Târgu Mureș      | Rumania        | 2015      |
| Al-Faisaly           | Arabia Saudita | 2015–2016 |
| Al-Ta'ee             | Arabia Saudita | 2017–2018 |
| FC Botoșani          | Rumania        | 2018–2019 |
| Selección del Líbano | Líbano         | 2019–2020 |

- Datos: Q926512
- Multimedia: Liviu Ciobotariu / Q926512